# Oglasa defixa
Oglasa defixa är en fjärilsart som beskrevs av Walker 1862. Oglasa defixa ingår i släktet Oglasa och familjen nattflyn. Inga underarter finns listade i Catalogue of Life.